# Reggenza di Boalemo
Il distretto di Boalemo è una reggenza dell'Indonesia, nella provincia di Gorontalo, sull'isola di Sulawesi. Ha una popolazione di 129.177 abitanti ed il suo capoluogo è Tilamuta.